# Konrad Bayer

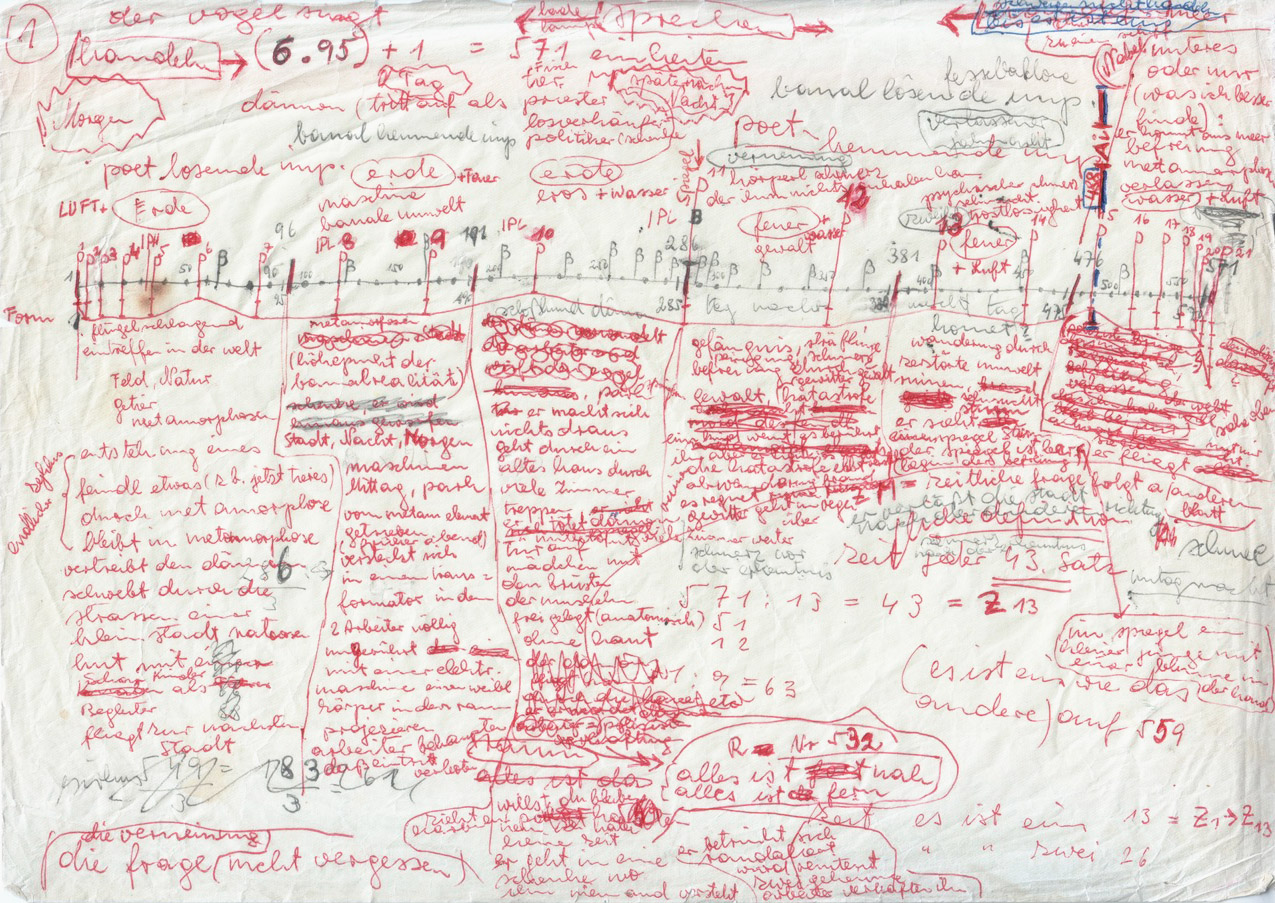
Konrad Bayer : « L'oiseau chante. Une machine à sceller en 571 parties », croquis, 1957-1958

Pour les articles homonymes, voir Bayer.
 (mars 2025).
La mise en forme du texte ne suit pas les recommandations de Wikipédia : il faut le « wikifier ».
Les points d'amélioration suivants sont les cas les plus fréquents. Le détail des points à revoir est peut-être précisé sur la page de discussion.
- Les titres sont pré-formatés par le logiciel. Ils ne sont ni en capitales, ni en gras.
- Le texte ne doit pas être écrit en capitales (les noms de famille non plus), ni en gras, ni en italique, ni en « petit »…
- Le gras n'est utilisé que pour surligner le titre de l'article dans l'introduction, une seule fois.
- L'italique est rarement utilisé : mots en langue étrangère, titres d'œuvres, noms de bateaux, etc.
- Les citations ne sont pas en italique mais en corps de texte normal. Elles sont entourées par des guillemets français : « et ».
- Les listes à puces sont à éviter, des paragraphes rédigés étant largement préférés. Les tableaux sont à réserver à la présentation de données structurées (résultats, etc.).
- Les appels de note de bas de page (petits chiffres en exposant, introduits par l'outil «  Source ») sont à placer entre la fin de phrase et le point final[comme ça].
- Les liens internes (vers d'autres articles de Wikipédia) sont à choisir avec parcimonie. Créez des liens vers des articles approfondissant le sujet. Les termes génériques sans rapport avec le sujet sont à éviter, ainsi que les répétitions de liens vers un même terme.
- Les liens externes sont à placer uniquement dans une section « Liens externes », à la fin de l'article. Ces liens sont à choisir avec parcimonie suivant les règles définies. Si un lien sert de source à l'article, son insertion dans le texte est à faire par les notes de bas de page.
- La présentation des références doit suivre les conventions bibliographiques. Il est recommandé d'utiliser les modèles {{Ouvrage}}, {{Chapitre}}, {{Article}}, {{Lien web}} et/ou {{Bibliographie}}. Le mode d'édition visuel peut mettre en forme automatiquement les références.
- Insérer une infobox (cadre d'informations à droite) n'est pas obligatoire pour parachever la mise en page.

Pour une aide détaillée, merci de consulter Aide:Wikification.
Si vous pensez que ces points ont été résolus, vous pouvez retirer ce bandeau et améliorer la mise en forme d'un autre article.
 (mars 2025).
Si vous disposez d'ouvrages ou d'articles de référence ou si vous connaissez des sites web de qualité traitant du thème abordé ici, merci de compléter l'article en donnant les références utiles à sa vérifiabilité et en les liant à la section « Notes et références ».

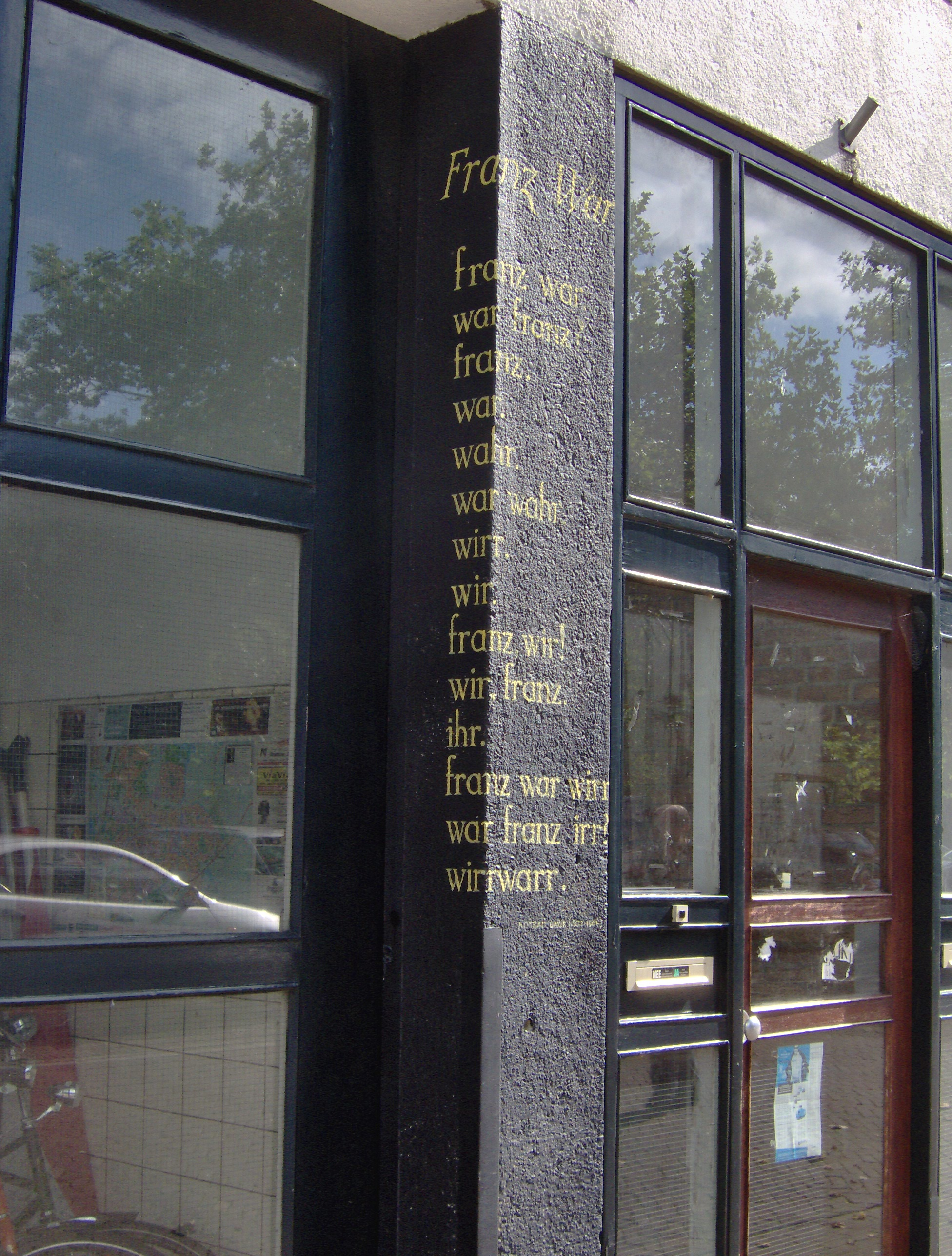
Franz War de Konrad Bayer, poésie murale à Leyde, en Hollande.
franz war. (franz exista.)
war franz? (franz exista-t-il ?)
franz. (franz.)
war. (exista.)
wahr. (vraiment.)
war wahr. (exista vraiment.)
wirr. (fous.)
wir. (nous.)
franz wir! (franz nous !)
wir franz. (nous franz.)
ihr. (vous)
franz war wirr. (franz fut fou)
war franz irr? (franz était-il fou ?)
wirr warr. (c'est confus)

Konrad Bayer (né le 17 décembre 1932 à Vienne où il est mort le 10 octobre 1964) était un écrivain autrichien.

## Vie littéraire
Bayer a appartenu à l'avant-garde littéraire de l'Autriche d'après guerre. A cette époque, après l'instrumentalisation de la littérature par le pouvoir nazi, celle-ci a été largement délégitimée. Les auteurs nationaux-socialistes perdirent tout leur auditoire, et les auteurs d'opposition étaient encore peu imprimés. De ce fait, ce fut surtout la littérature germanophone classique qui était valorisée. C'est pourquoi les productions de Konrad Bayer furent perçues comme très provocatrices en leur temps. Il privilégiait, avec d'autres, une écriture expérimentales dont l'ambition était de briser les habitudes de langages, de condamner la politisation de la langue opérée par les pouvoirs totalitaires et de remettre en question les habitudes de pensée qui restreignent la libre conscience.
Bayer était lié avec des écrivains tels qu'Oswald Wiener, Gerhard Rühm, H. C. Artmann ou Friedrich Achleitner, qu'il avait rencontrés au Art Club en 1951. De 1954 à 1960, ils formèrent le Groupe de Vienne. L' Art Club fut pour eux le cadre où ils purent organiser divers happenings qui visaient avant tout à provoquer le public dans un style encore très dadaïste. Ces soirées ont donc été plusieurs fois l'occasion de scandales, au cours desquels la police a souvent dû intervenir. Il fut aussi lié au compositeur Gerhard Lampersberg avec qui il publie la revue littéraire « édition 62 » (dont deux numéros seulement sont parus).
Dans de nombreuses œuvres écrites en collaboration avec ces auteurs partageant les mêmes idées que lui, Bayer a composé de la poésie, des montages littéraires ainsi que des textes absurdes dadaïstes. Derrière le caractère fragmenté de sa production en prose et des expression de sa vision du monde peut se lire le désir de découvrir une nouvelle connexion magique avec le réel.
En octobre 1963, Bayer lut un extrait du Sixième Sens à Saulgau, en Souabe, devant le groupe 47, qui fut étonné et le loua avec beaucoup d'effusion (« une nouvelle cosmologie ! »). Heinrich Maria Ledig-Rowohlt fut si enthousiasmé par le texte de Bayer qu'il lui proposa immédiatement un contrat pour son prochain roman.
En 1964, Konrad Bayer séjournait souvent chez Padhi Frieberger au château de Hagenberg, avec d'autres membres du Groupe de Vienne et de l'Art Club. C'est là qu'il a cherché à terminer son roman Le Sixième Sens . Cette œuvre autobiographique comportant de nombreuses références au château de Hagenberg est restée inachevée. Il n'est paru qu'à l'état de fragment en 1966 : Bayer, comme le protagoniste du roman, s'est donné la mort : « Quand Goldenberg est rentré dans sa chambre, il a ouvert les deux robinets, fermé la fenêtre et s'est confortablement assis sur le canapé. L'odeur n'était pas désagréable, et il a attendu le sommeil. »
Ida von Szigethy décrit leur dernière soirée ensemble dans son livre.
Konrad Bayer s'est suicidé le 10 octobre 1964. Il repose au cimetière de Hernals (Groupe 67, Rangée 10, Numéro 11) à Vienne.

## Réception
Lors d'une lecture du Groupe 47, Ernst Bloch a décrit les textes de Bayer comme impressionnants et philosophiques. Ils seraient caractérisé par un sens particulier de l'humour et de l'itinérance. Oswald Wiener attribuait également l'impact de ses textes à sa personnalité charismatique. Dans le Requiem pour un jeune poète Bernd Alois Zimmermann insère les vers de Konrad Bayer :
« worauf hoffen? / es gibt nichts was zu erreichen wäre, außer dem tod. » (Qu'espérer ? / Il n'y a rien à atteindre, sauf la mort.)

## Œuvres
- Der Stein der Weisen, 1963
- Der Sechste Sinn, (roman inachevé)
- Der Kopf des Vitus Bering, (roman montage)
- Scheissen und Brunzen, (poésie)
- Kasperl am elektrischen Stuhl, (pièce de théâtre)